# تنائیم
تنائیم (به عبری: תנאים، جمع تنا به معنی «معلم») واژه‌ای است که درباره مدرسان شریعت شفاهی یهود در سدهٔ اول و دوم میلادی به کارگرفته می‌شود. این واژه اصلاً آرامی است. دورهٔ تنائیم از زمان مرگ هیلل و شمّای در حدود سال دهم میلادی آغاز می‌شود و با نسل پس از یهودا هناسی در حدود سال ۲۲۰ میلادی پایان می‌یابد. پس از دوره تنائیم، دوره آمورائیم («مفسران») آغاز شد.

## دوره تنائیم
در سنت یهودیان تلمودی و معتقد به شریعت شفاهی ، دانشمندان بزرگی نقش داشته اند که در طول زمان دوره هایی را تشکیل داده اند. نشانه پایان هر دوره ، کتابی است که مورد مقبولیت عمومی قرار گرفته و پس از آن کتاب ، دوره بعدی شروع شده است.
بدین ترتیب نشانه پایان دوره تنائیم ( معلمان ) و آغاز دوره آمورائیم ( مفسران ) ، نوشته شدن کتاب میشنا است . البته کتاب های دیگری هم در این دوره نگاشته شده ولی چون میشنا مورد اقبال عمومی قرار گرفته ، این جایگاه را پیدا کرده است.

## برخی از بزرگان تنائیم
- هیلل
- شمّای
- شمعون بن هیلل
- گملئیل هازاکن ( گملئیل پیرتر )
- شمعون بن گملئیل
- یوحنان بن زاکای
- گملئیل یاونه
- العازار بن آزاریا ، کسی که مدت کوتاهی پس از ربان گملئیل ، عنوان ناسی داشته و سپس کنار گذاشته شد.
- شمعون بن گملئیل یاونه
- یهودا هناسی ( مولف کتاب میشنا )